# Khu bảo tồn Cảnh quan Křivoklátsko

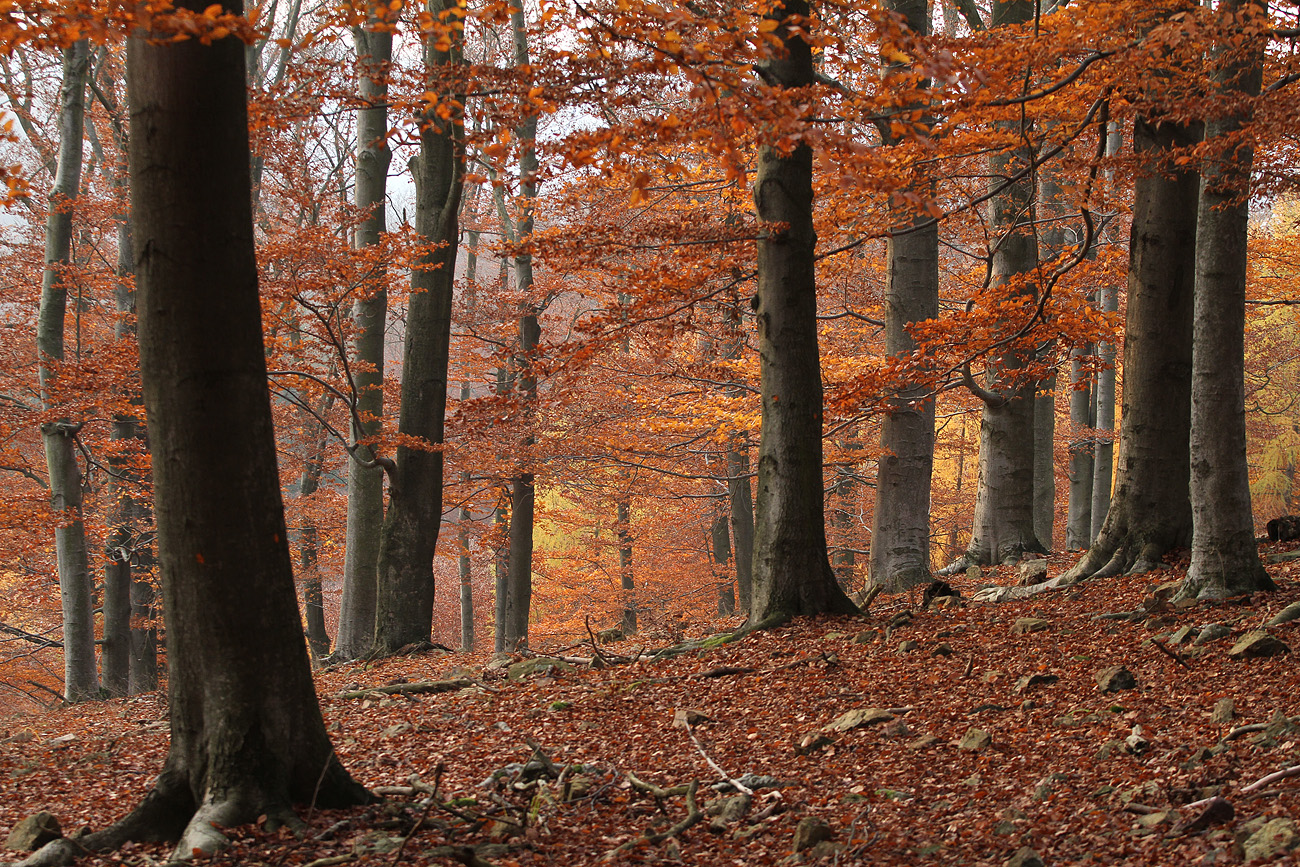
Rừng Křivoklátsko ở Trung Bohemia

Khu bảo tồn Cảnh quan Křivoklátsko (tiếng Séc: Chráněná krajinná oblast Křivoklátsko, thường được viết tắt là CHKO Křivoklátsko) là một trong số những Khu Bảo tồn Cảnh quan nổi tiếng ở Cộng hòa Séc, nằm ở phía tây của Trung Bohemia và một phần nhỏ vùng Pilsen ở phía đông bắc. Phần lớn diện tích của khu bảo tồn thuộc vùng cao nguyên rộng lớn Křivoklátská và chạy dọc theo hai bờ sông Berounka. Tầm quan trọng của khu bảo tồn không chỉ nằm ở việc bảo vệ cá loài thực vật quý hiếm mà còn có vai trò quan trọng trong việc điều hòa khí hậu và làm giảm tác hại của ô nhiễm môi trường.
Vào năm 1978, Khu bảo tồn Cảnh quan Křivoklátsko chính thức trở thành khu vực cảnh quan cần bảo vệ, với nét đặc trưng nằm ở các sinh cảnh vô cùng phong phú về loài, chủ yếu là những dải rừng ôn đới lá rộng ở Trung Âu. Với tính đa dạng đó, vào năm 1977, UNESCO chính thức đưa Khu bảo tồn Cảnh quan Křivoklátsko vào danh sách khu dự trữ sinh quyển. Có nhiều môi trường sống khác, chẳng hạn như thảo nguyên đá bao phủ các đỉnh của một số ngọn đồi. Khu vực này cũng đáng chú ý với nền địa chất vô cùng đa dạng, điển hình là lớp đá núi lửa từ Liên đại Nguyên sinh và các phiến đá giàu hóa thạch kỷ Cambri xung quanh làng Skryje. Nơi đây rất nổi tiếng vì đã gắn liền với công cuộc nghiên cứu của nhà địa chất học nổi tiếng người Pháp Joachim Barrande. Khu bảo tồn Cảnh quan Křivoklátsko có diện tích tương đối rộng lớn, khoảng 628 km2 (242 dặm vuông Anh).
Theo lịch sử ghi chép, Křivoklátsko từng là khu vực săn bắn của các vị vua và hoàng thân Séc từ thời Trung cổ. Bởi vậy vị trí của khu vực nằm rất gần thủ đô của Séc. Người dân Praha đã coi Khu bảo tồn Cảnh quan Křivoklátsko như là một món quà mà thiên nhiên ban tặng. Tên của khu Bảo tồn Cảnh quan gắn liền với lịch sử văn hóa của lâu đài Křivoklát nằm ở phía bắc của Křivoklátsko.